# Arlington Stadium
 (avril 2025).
Le Arlington Stadium (Turnpike Stadium ) était un stade de baseball situé à Arlington dans la banlieue de Dallas au Texas.

## Dimensions
- Left Field - 330 ft. (100.6 mètres)
- Left-Center - 380 ft. (115.8 m)
- Center Field - 400 ft. (121.9 m)
- Right-Center - 380 ft. (115.8 m)
- Right Field - 330 ft. (100.6 m)
- Backstop - 60 ft. (18.3 m)